# Shromáždění hlav států Africké unie
Shromáždění hlav států Africké unie je nejvyšším orgánem Africké unie. Sdružuje hlavy států a vlád členských zemí a schází se jednou ročně. Usnesení se přijímají aspoň dvoutřetinovou většinu hlasů.
Shromáždění má 9 základních úkolů:
1. Stanovuje základní směry politiky Africké unie (AU)
2. Po zvážení zpráv a doporučení ostatních orgánů AU rozhoduje o její činnosti
3. Rozhoduje o žádostech o členství v AU
4. Ustavuje orgány AU
5. Monitoruje implementaci politik a rozhodnutí AU a zajišťuje jejich dodržování členskými státy
6. Stanovuje rozpočet AU
7. Řídí Exekutivní radu v případech konfliktů, válek a jiných krizí a při obnovování míru
8. Dosazuje a odvolává soudce Soudního dvora
9. Dosazuje předsedu Komise AU, její komisaře, jejich zástupce a stanovuje, jak dlouho budou ve funkci a jaké úkoly budou plnit